# Curonios
Los curonios, curios o curlos (en letón, kurši; en lituano, kuršiai) fueron los miembros de una de las tribus extintas de los pueblos bálticos que formaron la nación letona. Dieron su nombre a la nación de Curlandia y a la provincia moderna letona de Kurzeme. Hablaban el idioma curonio. Vivieron en territorios de las actuales Letonia y Lituania del siglo V al siglo XIII.
Los curonios eran conocidos por ser fieros guerreros y excelentes marinos y piratas. Estuvieron implicados en varias guerras y alianzas con vikingos de Suecia, Dinamarca e Islandia. El capítulo 46 de la Saga de Egil Skallagrímson describe una expedición vikinga dirigida por Thorolf Kveldulfsson y Egill Skallagrímsson en Curlandia. Los curonios también tomaron parte en el ataque a la ciudad sueca de Sigtuna en 1187.
Los curonios fueron uno de los últimos pueblos letones en adoptar el cristianismo, aunque algunas costumbres paganas pervivieron hasta el siglo XIX. 
Los curonios y los osilianos se mencionan en las sagas nórdicas y especialmente en Heimskringla de Snorri Sturluson como Víkingr frá Esthland (vikingos estonios). Otras fuentes escritas importantes que citan a los curonios son: la crónica de Enrique de Livonia, la crónica rimada de Livonia, donde Enrique de Livonia menciona a sus "barcos piratas" así como la mencionada saga de Egil Skallagrímson y Gesta Danorum de Saxo Grammaticus.
Fueron conquistados por la Orden de Livonia en 1266 y finalmente se unieron con otras tribus.